# 台中市公車177路
台中市公車177路停駛前行駛自沙鹿到龍東派出所。

## 歷史
- 2011年4月14日：增停「上莊頭」站。[1]
- 2012年5月7日：調整發車時刻。[2]
- 2013年1月16日：移撥為台中市公車177路，原為公路客運6356。[3]
- 2105年12月1日：與175路、176路整併調整為677路，整併後分為左右環線行駛、路線名稱由「沙鹿-龍東派出所」改為「沙鹿龍井環線」、調整發車時刻及行駛動線，故177路停駛。[4] [5]

## 路線基本資料
單程行車里數約9公里，單程行車時間約20分。往返各24站。
本路線自沙鹿站起，經中山路、沙田路、茄投路到龍東派出所。

### 停駛前時刻表
- 時刻表僅供參考，請以巨業交通網站公告為準。時刻表更新日期為2014年3月26日。

| 台中市公車177路平/假日時刻列表 | 台中市公車177路平/假日時刻列表 | 台中市公車177路平/假日時刻列表 | 台中市公車177路平/假日時刻列表 |
| ------------------------------ | ------------------------------ | ------------------------------ | ------------------------------ |
| 巨業沙鹿站開時刻               | 巨業沙鹿站開備註               | 龍東派出所開時刻               | 龍東派出所開備註               |
| 06:15                          | -                              | 07:30                          | -                              |
| 06:25                          | -                              | 12:40                          | -                              |
| 07:10                          | -                              | 21:55                          | -                              |
| 12:20                          | -                              | -                              | -                              |

### 收費
- 依里程計費；刷電子票證10公里免費。
- 里程計費說明：
  - 基本里程：8公里。
  - 基本里程票價全票20元、半票11元。
  - 超過基本里程（8公里）計費方式：
    - 全票=[2.431 x 搭乘里程數x （1+5%營業稅）] （四捨五入）
    - 半票=[2.431 x 搭乘里程數x （1+5%營業稅）] x 50% （四捨五入）

  - 兒童、老人、身心障礙者及其陪伴者依規定半票收費。

### 停站
參見右側站牌路線圖。